# Bella Center (metropolitana di Copenaghen)
Bella Center è una stazione della linea 1 della Metropolitana di Copenaghen.
La stazione, in superficie, venne inaugurata nel 2002.
Il suo nome lo deve a Bella Center, un centro congressi situato a ovest della stazione.